# Rhoptromyrmex rawlinsoni
Rhoptromyrmex rawlinsoni é uma espécie de formiga do gênero Rhoptromyrmex, pertencente à subfamília Myrmicinae.